# Rubén Hovsepián
Rubén Hovsepián (5 de mayo de 1939 - 27 de octubre de 2016) fue un narrador, traductor, guionista de cine  armenio. Miembro de la Unión de Escritores de Armenia (1968). Distinguido artista de la República de Armenia (2014).

## Biografía
Rubén Hovsepián nació en Ereván, en 1939. Egreso de la Facultad de Geología de la Universidad Estatal de Ereván (1962). Estudió en los cursos de guionista cinematográfico de Moscú. Trabajó en la prensa literaria, en el Comité Estatal de Televisión y Radiocomunicaciones, fue redactor en jefe de la editorial "Sovetakan Grogh" (actualmente "Nairi", 1982-1987), secretario de la Union de Excritores de Armenia (1988-1989) y disputado en la Asamblea Nacional. Desde 1989 fue redactor en jefe de la revista literaria Nork. Los estudios cinematográficos "Armenfilm" ha filmado una serie de películas con sus guiones (Lagar, El jardin de manzanas, Nostalgia, El pais más cálido, etcétera). 
Ha traducido al armenio obras de Gabriel garcia marquezz, León Tolstoi y Anton Chejov. Los cuentos de Ruben Hovsepian se publican regularmente en la prensa literaria y han sido traducidos al inglés, francés, alemán y otros idiomas.

## Obras
- Las urracas (infantil), Ereván, 2009
- Bajo los albaricoqueris, Moscú, 2006
- Bajo los albaricoqueris, Ereván, 2006
- Yo soy vuestra memoria, Ereván, 2003
- Tinta roja, Moscú, 1984
- Las urracas, Ereván, 1980
- Largo y maravilloso día de la calesita, Ereván, 1980
- El caballo verde de la calesita, Ereván, 1978
- El pais más cálido, Ereván, 1977
- Búsquedas, Ereván, 1965

## Traducciones (del ruso)
- Gabriel garcia marquezs, El otoño del patriarca, Cien años de soledad (Ereván, 2012)
- Gabriel García Márquez, El otoño del patriarca (Ereván, 2000)
- Gabriel García Márquez, Cien años de soledad (Ereván, 1979)

## Premios
- Premio "Hrant Matevosian", 2010
- Medalla "Movses Jorenatsi", 2010
- Premio "Derenik Demirdjian" por la novela corta Bajo los albaricoqueros, 2006
- Premio del presidente de Armenia por la novela corta Bajo los albaricoqueros, 2006
- Premio "Derenik Demirdjian" por la novela corta Tinta roja, 1980